# Arquitetura vesara

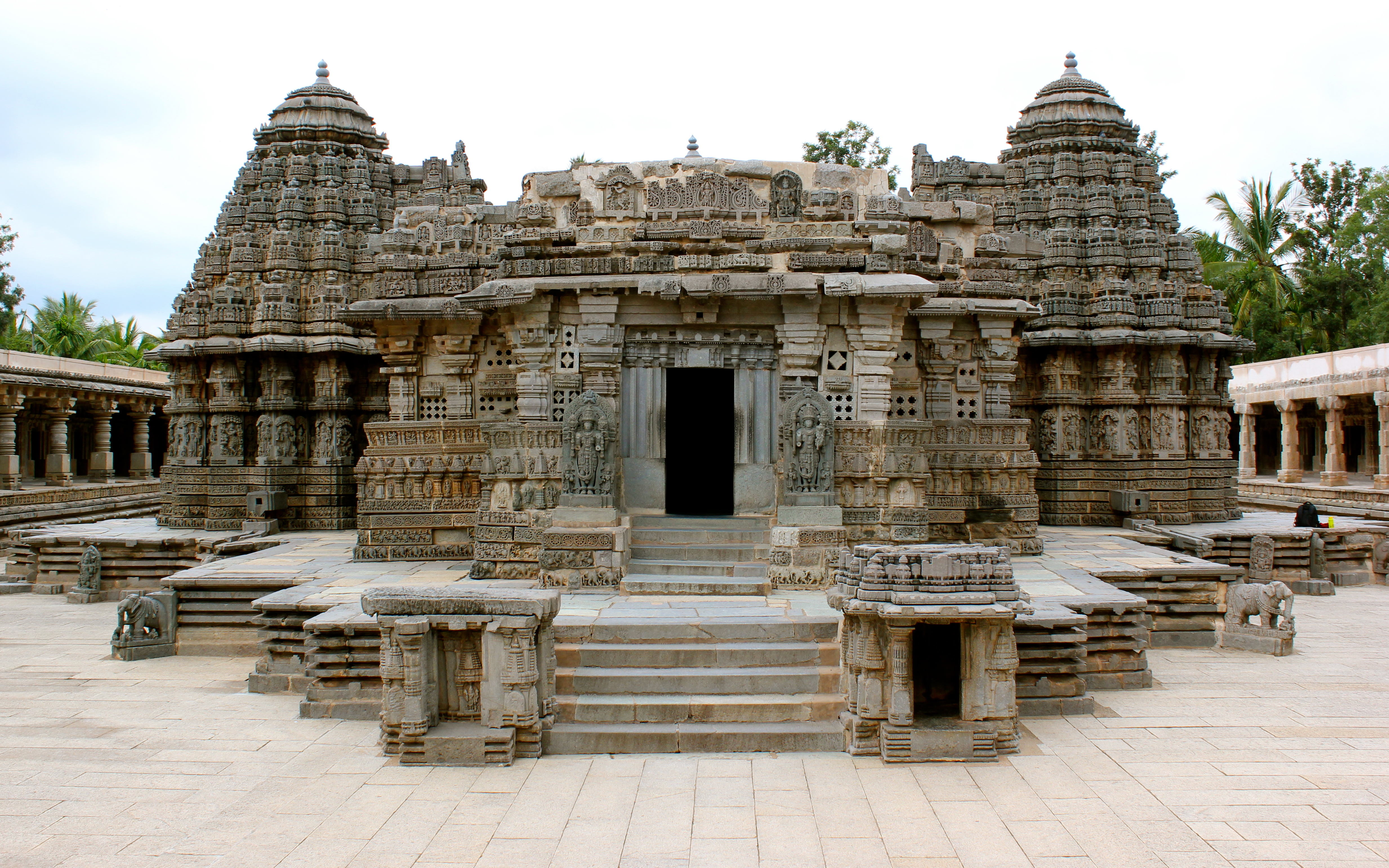
Templo Chennakesava. Arquitetura vesara.

Arquitetura vesara, também conhecida com chaluquia ou karnataka, é um estilo arquitetônico de templos hindus predominante na região central da Índia e na região do Decão e tem sua origem no início do Império Chaluquia, no século VII. Sua característica principal é a fusão seletiva dos estilos nagara e dravidiano.

## História
A origem do estilo vesara se deu durante o governo do Império Chaluquia e se concentrou principalmente em Badami, Pattadakal e Aihole. O estilo seguiu sendo utilizado e refinado na Dinastia Rashtrakuta, com inicio no ano de 750 e atingiu seu auge na Dinastia Hoysala, entre os anos de 1000 e 1330, sendo o distrito de Dharwad o centro do desenvolvimento deste estilo. Durante o Império Vijayanagara, entre os anos 1335 e 1565, as construções dos templos vesara começaram a receber influência do estilo indo-islâmico de Bijapur e combinaram elementos arquitetônicos dos impérios Chola, Hoysala, Pandya e Chaluquia.

## Características
- Chaluquia - A arquitetura vesara do período chaluquia essencialmente misturava os estilo nagara e dravidiano, mas reduziram a altura das torres e acrescentaram uma grande quantidade de decoração em cada andar. Não possuíam um caminho ambulatorial coberto e o Mandapa possuía ou teto com aparência de cúpula e suportado por quatro pilares ou teto quadrados e decorados com imagens mitológicas. Pode ser observado no Templo Virupaksha, em Pattadakal.[4][5]
- Rashtrakuta - A arquitetura vesara do período rashtrakuta era semelhante ao período anterior. Pode ser observado no Templo Kailas, em Ellora.[4]
- Hoysala - Os templos possuíam formato estelar trabalhada intrincadamente. Pode ser observado no Templo Kesava, em Belur.[4]
- Vijayanagar - Usavam granito duro da região para a construção dos templos. Há múltiplos Mandapas, sendo o Mandapa central chamado de Mandapa kalyan. Possui a característica de ter as paredes bem decorados. Os Goupurams começaram a ser construídos nos quatro cantos do templo. Na entrada há enormes torres decoradas com figuras em tamanho real de deuses e deusas e seus pilares são esculpidos retratando cavalos de carga, figuras da mitologia hindu e yali. Pode ser observado no Templo Virupaksha, em Hampi.[4][5]